# Stefan Rozmaryn

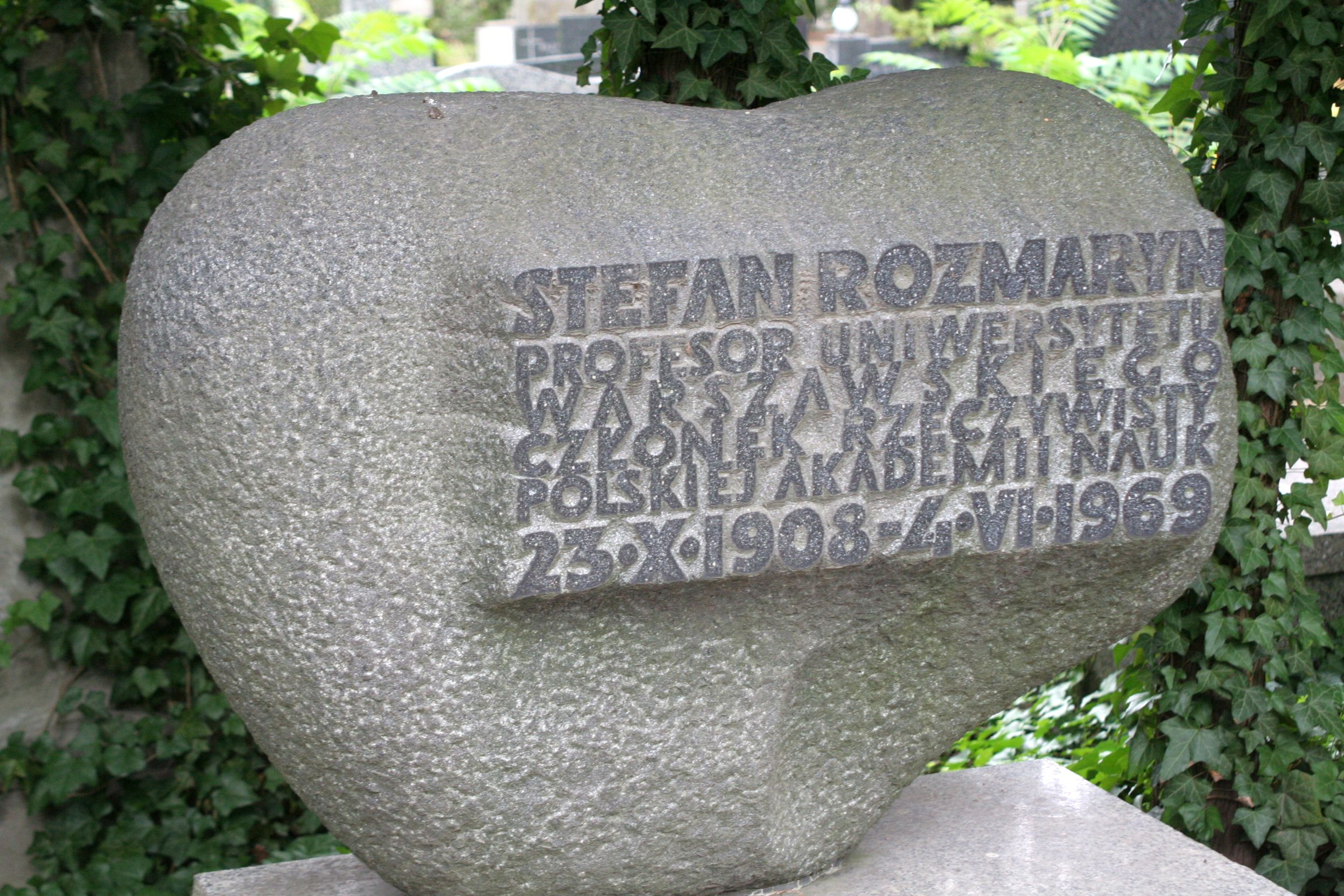
Nagrobek Stefana Rozmaryna na cmentarzu Wojskowym na Powązkach w Warszawie

Stefan Rozmaryn, właśc. Stefan Rosmarin (ur. 23 października 1908 we Lwowie, zm. 4 czerwca 1969) – prawnik, konstytucjonalista i administratywista. Główny autor konstytucji lipcowej z 1952. Czołowy teoretyk marksistowskiego konstytucjonalizmu w Polsce. Profesor Uniwersytetu Warszawskiego, członek Polskiej Akademii Nauk.

## Życiorys
Lata młodości spędził we Lwowie. W 1926 ukończył gimnazjum im. Stefana Batorego. W latach 1926–1930 studiował na Wydziale Prawa i Umiejętności Politycznych Uniwersytetu Jana Kazimierza. W 1932 na Wydziale Prawa UJK uzyskał stopień doktora praw na podstawie dysertacji z dziedziny prawa administracyjnego pt. Zbiorowe układy pracy. Do wybuchu II wojny światowej był adwokatem we Lwowie.
Podczas okupacji Lwowa przez ZSRR był zatrudniony na Wydziale Prawa Uniwersytetu im. Iwana Franki we Lwowie, którego prodziekanem był w latach 1940–1941. W tym czasie uzyskał sowiecki stopień naukowy kandydata nauk prawnych. Po wyjeździe ze Lwowa, co nastąpiło w 1941, pełnił m.in. funkcje dziekana i wykładowcy prawa państwowego i historii doktryn politycznych w Instytucie Prawniczym w Swierdłowsku i Kazaniu. Został członkiem Związku Patriotów Polskich.
Zaraz po wojnie został naczelnikiem departamentu ustawodawczego Ministerstwa Sprawiedliwości. Od 1946 członek i działacz Polskiej Partii Robotniczej, a następnie PZPR. W 1947 uzyskał tytuł profesora nadzwyczajnego Uniwersytetu Warszawskiego ze specjalnością prawo skarbowe i posadę kierownika Katedry Prawa Państwowego. Od 1950 dyrektor generalny w Prezydium Urzędu Rady Ministrów. Od 1952 członek korespondent, zaś od 1961 członek rzeczywisty PAN. W latach 1962–1964 był przewodniczącym Międzynarodowego Stowarzyszenia Nauk Prawnych. Członek Międzynarodowej Akademii Prawa Porównawczego w Hadze. Doktor honoris causa UAM w Poznaniu (1965). 
Został pochowany na cmentarzu Wojskowym na Powązkach w Warszawie (kwatera A2-Tuje-13).

## Publikacje
- Sukcesja w uprawnienia przemysłowe, „Przegląd Prawa i Administracji” 1934.
- Nauka o państwie. Ustrój państw kapitalistycznych. Część ogólna, Warszawa 1949.
- O nowe pojęcie polskiego systemu skarbowego, Warszawa 1949.
- Organizacja szkolnictwa wyższego w ZSRR, Warszawa 1949.
- Prawo i państwo, Warszawa 1949.
- Istota Państwa, Warszawa 1950.

- Polskie prawo państwowe, Warszawa 1949, 1951.
- Sąd Najwyższy Stanów Zjednoczonych narzędziem agresywnych sił, Warszawa 1951.
- Z zagadnień wyborów do rad narodowych, Warszawa 1954.
- Konstytucja jako ustawa zasadnicza Polskiej Rzeczypospolitej Ludowej, Warszawa 1961, 1967.
- Ustawa w Polskiej Rzeczypospolitej Ludowej, Warszawa 1964.

## Ordery i odznaczenia
- Order Sztandaru Pracy I klasy
- Krzyż Komandorski z Gwiazdą Orderu Odrodzenia Polski
- Order Sztandaru Pracy II klasy
- Medal 10-lecia Polski Ludowej (14 stycznia 1955)[5]

Źródło:.

## Nagrody
- Nagroda Państwowa II stopnia za prace z dziedziny prawa państwowego Polski Ludowej (1952)[6][7]